# Distrito de Bátonyterenye
El distrito de Bátonyterenye (húngaro: Bátonyterenyei járás) es un distrito húngaro perteneciente al condado de Nógrád.
En 2013, su población era de 21 590 habitantes. Su capital es Bátonyterenye.

## Municipios
El distrito tiene una ciudad (en negrita) y 7 pueblos (población a 1 de enero de 2013):
- Bátonyterenye (12 764 habitantes), la capital.
- Dorogháza (1101 habitantes).
- Mátramindszent (842 habitantes).
- Mátranovák (1730 habitantes).
- Mátraterenye (1867 habitantes).
- Mátraverebély (1958 habitantes).
- Nemti (743 habitantes).
- Szuha (585 habitantes).